# 277 (số)
277 (hai trăm bảy mươi bảy) là một số tự nhiên ngay sau 276 và ngay trước 278.